# 青春歌年鑑
『青春歌年鑑』（せいしゅんうたねんかん又はせいしゅんかねんかん）は、日本のレコード会社13社（発売当時は12社）が共同企画し、各レコード会社が発売しているコンピレーション・CDアルバムの総称である。

## 概要
1950年代から1990年代の日本のヒット曲や話題曲をレーベルの枠を超えて各年代毎に集めたCDアルバムである。大きく分けると後述の9種類（99タイトルとBOXが5タイトル）が発売されている。
最初に発売された『青春歌年鑑 '70』〜『'90』の全21種だけで50万枚以上を売り上げた。
基本的には、オリコンシングル売り上げ年間100位以内の曲（1968年以降）を収録しているが、年間を通して話題性が高かった曲については、年間売り上げ101位以下であっても収録されている（例：1985年尾崎豊「卒業」、1988年とんねるず「炎のエスカルゴ」など）。また、協賛レコード会社所属でベスト100に入っていながら収録されていないアーティスト（例：沢田研二、長渕剛、サザンオールスターズ、竹内まりやなど）や、「青春歌年鑑」本編では未収録になったアーティストもいる（例：中島みゆき）。また八神純子の「パープルタウン 〜You Oughta Know By Now〜」は『青春歌年鑑'80』収録時は発売当初の題である「パープルタウン」、『フォーク歌年鑑'80』・『青春歌年鑑 デラックス'80〜'84』収録時は現行の題として収録されている（音源・著作者表記は同じ）。

## 音源

### オリジナル音源収録とカバー音源収録

#### 同一歌手の同楽曲の複数盤収録
- 西田佐知子の「女の意地」が『青春歌年鑑'65』と『青春歌年鑑'71』の2作品に収録されている[注釈 3]。
- 水原弘の「黒い花びら」は『青春歌年鑑戦後編4』にシングルバージョンが、『青春歌年鑑'60』にはリメイク版（1960年代中盤に録音と思われるもの）との音源違いで2作品に収録されている。

#### 歌手違いによる複数収録
- 「ウナ・セラ・ディ東京」：『青春歌年鑑'64』にザ・ピーナッツ版、『青春歌年鑑'65』に和田弘とマヒナスターズ版を収録。
- 「17才」：『青春歌年鑑'71』に南沙織版、『続・青春歌年鑑'89』に森高千里版を収録。
- 「浪花節だよ人生は」：『続・青春歌年鑑'84』に木村友衛版、『青春歌年鑑'85』に細川たかし版を収録。
- 「知床旅情」：『続・青春歌年鑑'71』に森繁久彌版の「しれとこ旅情」、『青春歌年鑑'71』・『フォーク歌年鑑'70』に加藤登紀子版の「知床旅情」を収録。
- 「襟裳岬」：『続・青春歌年鑑'74』に森進一版、『フォーク歌年鑑'74』によしだたくろう版を収録。
- 「シクラメンのかほり」：『青春歌年鑑'75』に布施明版、『フォーク歌年鑑'75』に小椋佳版を収録。
- 「秋桜」：『青春歌年鑑'77』に山口百恵版、『フォーク歌年鑑'77』にさだまさし版を収録。
- 「ダンスはうまく踊れない」：『フォーク歌年鑑'77』に石川セリ版、『青春歌年鑑'82』・『フォーク歌年鑑'82』に高樹澪版を収録。
- 「夢の中へ」：『フォーク歌年鑑'73　vol.1』に井上陽水版、『青春歌年鑑'89』に斎藤由貴版を収録。
- 「氷雨」：『青春歌年鑑'83』・『青春歌年鑑 演歌歌謡編'80年代ベスト』に佳山明生版、『続・青春歌年鑑'83』・『青春歌年鑑デラックス'80～'84』に日野美歌版を収録。

### オリジナル版とアレンジカバー版収録
- 美空ひばりの『お祭りマンボ』（『青春歌年鑑　戦後編3』収録） と忍者の『お祭り忍者』（『青春歌年鑑'90』収録）
- 南佳孝の「モンロー・ウォーク」（『青春歌年鑑'80』収録）と郷ひろみの「セクシー・ユー (モンロー・ウォーク)」（『続・青春歌年鑑'80』収録）
- 来生たかおの「夢の途中」と薬師丸ひろ子の「セーラー服と機関銃」（『青春歌年鑑'82』収録）

### 同一歌手によるシングル/EP/アルバム音源収録
複数バージョンがある楽曲は、必ずしもシングルバージョンが収められているわけではなく、楽曲によって異なる盤音源のものが収録されている。

#### アルバム盤音源
- りりィ「私は泣いています」（青春歌年鑑1974）
  - アレンジ並びにキーの異なるアルバム・バージョンを収録。
- ゴダイゴ「Monkey Magic」（青春歌年鑑1979）
  - アルバム収録同様「THE BIRTH OF THE ODYSSEY」の後に始まる音源で収録。
- グレープ「精霊流し」（続･青春歌年鑑1974）
  - 爆竹の効果音は、アルバム音源を使用。

#### シングル盤音源
- 海援隊「母に捧げるバラード」（青春歌年鑑1974）
- YMO「テクノポリス」（青春歌年鑑1980）
- NIAGARA TRIANGLE Vol.2「A面で恋をして」（青春歌年鑑1982）
  - エンディングにマシンガン音のないセカンドプレス版で収録)
- 薬師丸ひろ子「セーラー服と機関銃」（青春歌年鑑1982）
- たま「さよなら人類」（青春歌年鑑1990）
- TM NETWORK「BEYOND THE TIME」（青春歌年鑑1988）
  - カットアウトのシングルCD版ではなく、フェードアウトの7インチレコード版。

#### EP/ミニ・アルバム音源
- 飯島真理「愛・おぼえていますか」（続・青春歌年鑑1984）
  - オリジナルのロングバージョンではなくEP盤の音源を収録。

#### アレンジ音源（青春歌年鑑収録音源が初公開）
- 光GENJIの「荒野のメガロポリス」（青春歌年鑑1990）
  - シングルでは曲の一部がカットされていたりメドレーとなっている。2番の歌詞を含むフルサイズ版がベスト・アルバムに収録されているが後奏途中でメドレーの為に次曲が重なるフェードアウト処理が施されている。本作収録版は、歌詞フルサイズでの単独トラックだがメドレー部分をカットしフェードアウトが早い為に曲が短く、光GENJI名義収録オリジナル作品と演奏が若干異なっており、本作のみの収録となっている）

## タイトル

### 年代別盤

#### 青春歌年鑑 BEST30
1960年から1990年に発売された曲を各年毎に集めたアルバムで、31組が発売された。当初は1970年から1990年までのものが発売されたが、後述の「続･青春歌年鑑 PLUS」が発売されると同時に、1960〜1969年までのものも発売された。2枚組で計30曲収録。
- 青春歌年鑑 '60, '61, '62, '63, '64, '65, '66, '67, '68, '69（2002年11月27日発売、全10種）
- 青春歌年鑑 '70, '71, '72, '73, '74, '75, '76, '77, '78, '79, '80, '81, '82, '83, '84, '85, '86, '87, '88, '89, '90（2000年11月22日発売、全21種）

#### 続･青春歌年鑑 PLUS
上記の青春歌年鑑のうち'70〜'90の続編で、21枚が発売された。最初のシリーズで協賛していなかったレコード会社の曲や曲数の関係上収録されなかった曲など17〜20曲を収録。なお、1983年盤・1985年盤・1990年盤はすでに生産中止となっている。1989年盤は80分を超える容量となっている。
- 続･青春歌年鑑 PLUS '70, '71, '72, '73, '74, '75, '76, '77, '78, '79, '80, '81, '82, '83, '84, '85, '86, '87, '88, '89, '90（2002年11月27日発売、全21種）

#### フォーク歌年鑑
青春歌年鑑の姉妹編として2006年に発売されたシリーズ。1966年から1982年までの全21タイトルが発売された。なお、1969年･1972年･1973年･1980年の各タイトルはvol.1とvol.2の2枚ずつに分けて発売されており、全て1枚組で17〜20曲収録。
- フォーク歌年鑑 '66, '67, '68, '69vol.1, '69vol.2, '70, '71, '72vol.1, '72vol.2, '73vol.1, '73vol.2, '74, '75, '76, '77, '78, '79, '80vol.1, '80vol.2, '81, '82（2006年9月20日発売、全21種）

#### 青春歌年鑑 戦前編
2008年に追加された。ジャンルに関係なく収録され、1927年～1945年のある程度の年代を区切って4枚が発売された。2枚組で合計約40曲を収録。
- 青春歌年鑑 戦前編1（昭和2〜8）, 戦前編2（昭和9〜12）, 戦前編3（昭和13〜14）, 戦前編4（昭和15〜20）（2008年1月23日発売、全4種）

#### 青春歌年鑑 戦後編
戦前編の続編として2008年に追加された。1946年～1959年までの代表曲・流行歌を収録。6枚が発売された。2枚組で合計約40曲を収録。
- 青春歌年鑑 戦後編1（昭和21〜23）, 戦後編2（昭和24〜25）, 戦後編3（昭和26〜28）,
- 青春歌年鑑 戦後編4（昭和29〜30）, 戦後編5（昭和31〜32）, 戦後編6（昭和33〜34）（2008年2月27日発売、全6種）

### 総集編盤

#### 青春歌年鑑 総集編
1950年代～1990年代に発売された曲を各年代毎に集めたアルバムで、5組が発売された（『青春歌年鑑 BEST30』・『続青春歌年鑑 PLUS』の総集編となっている）。2枚組で各30〜44曲を収録。尚、'90年代盤は、それまで収録されていなかった、'91年〜'99年の楽曲が殆どを占めている。
- 青春歌年鑑 総集編 '50年代総集編, '60年代総集編, '70年代総集編, '80年代総集編, '90年代総集編（2004年11月3日発売、全5種）

#### 青春歌年鑑 演歌歌謡編
1950〜1990年代に発売された曲のうち、演歌・歌謡曲を各年代毎に集めたアルバムで、5枚が発売された。18曲～20曲を収録。五木ひろしの「長良川艶歌」等、このシリーズのみ収録の曲が存在する。
- 青春歌年鑑 演歌歌謡編 '50年代ベスト, '60年代ベスト, '70年代ベスト, '80年代ベスト, '90年代ベスト（2004年11月3日発売、全5種）

#### 青春歌年鑑BOX
上記の青春歌年鑑と続・青春歌年鑑PLUSから各年代毎に20曲ずつ収録したものを6,7枚ごとにまとめたケースを5ケース発売。
なお、これまでのシリーズには収録されなかったヒット曲が何曲か収録されている（例：小林幸子の「おもいで酒（1979）」、海援隊の「贈る言葉（1979）」など）。
- 青春歌年鑑BOX 1960〜1965, 1966〜1971, 1972〜1977, 1978〜1983, 1984〜1990（いずれも2005年3月22日発売、全5種）

#### 青春歌年鑑 デラックス
1960年代～1980年代に発売された曲を5年ごとに区切って収録。計6タイトル・各2枚組で37〜40曲収録。『青春歌年鑑 BEST30』・『続青春歌年鑑 PLUS』の他、『フォーク歌年鑑』・『青春歌年鑑BOX』のみの収録曲も含んだセレクションCDとなっている。
また島倉千代子と守屋浩のデュエット曲『星空に両手を』（1963年発売『青春歌年鑑 デラックス'60〜'64』収録）、ピンク・レディーの『サウスポー』（1978年発売『青春歌年鑑 デラックス'75〜'79』収録）等、このシリーズで初めて収録された曲も存在する。　
- 青春歌年鑑 デラックス'60〜'64, '65〜'69, '70〜'74. '75〜'79. '80〜'84. '85〜'89（いずれも2010年11月24日、全6種）

## 協賛レコード会社
（五十音順）
- エイベックス（途中より参加、直接所属アーティストの曲が収録されているのは『青春歌年鑑'90年代総集編』のみ）
- キングレコード（『続・青春歌年鑑PLUS』・『青春歌年鑑'60〜'69』から参加〈曲自体は最初から提供〉）
- ソニー・ミュージックエンタテインメント
- テイチクエンタテインメント（『続・青春歌年鑑PLUS』・『青春歌年鑑'60〜'69』から参加）
- 東芝EMI
- 徳間ジャパンコミュニケーションズ（『続・青春歌年鑑PLUS』・『青春歌年鑑'60〜'69』から参加[注釈 5]）
- 日本クラウン（『続・青春歌年鑑PLUS』・『青春歌年鑑'60〜'69』から参加）
- 日本コロムビア
- BMGファンハウス（『続・青春歌年鑑PLUS』・『青春歌年鑑'60〜'69』から参加〈曲自体は最初から提供〉）
- ビクターエンタテインメント（『続・青春歌年鑑PLUS』・『青春歌年鑑'60〜'69』から参加）
- ポニーキャニオン
- ユニバーサルミュージック（『続・青春歌年鑑PLUS』から参加〈曲自体は最初から提供〉）
- ワーナーミュージック・ジャパン（『続・青春歌年鑑PLUS』から参加[注釈 6]）

また協賛社以外にもバップやフォーライフミュージックエンタテイメント等のレコード会社、サンミュージック出版・渡辺音楽出版・ジャニーズ出版等の音楽出版社の協力も得ている。